# Croton rivularis
Espèce
Croton rivularis est une espèce de plantes à fleurs du genre Croton et de la famille des Euphorbiaceae, présente au sud de l'Afrique.
Il a pour synonyme :
- Oxydectes rivularis, (Müll.Arg.) Kuntze